# Defterdar
Defterdar (ar.-pers.; z gr. diftera - "pergamin") – minister finansów, podskarbi w państwach muzułmańskich, "prowadzący księgi (skarbu)". W Chanacie krymskim brał udział w obradach tamtejszego Dywanu.